# Thermotoga maritima
Espèce
Thermotoga maritima est une bactérie à Gram négatif hyperthermophile de la famille des Thermotogaceae qu'on trouve dans les sources chaudes et les sources hydrothermales sous-marines. Comme leur nom l'indique, les bactéries de l'embranchement (phylum) des Thermotogae sont entourées d'une membrane externe en forme de gaine unique rappelant une toge romaine. Elles possèdent un peptidoglycane mince à la structure particulière — il est réticulé également sur les résidus de D-lysine — entre deux membranes plasmiques dont les lipides diffèrent sensiblement des ceux des autres lignées de bactéries.
Thermotoga maritima se développe à des températures particulièrement élevées, de 55 à 90 °C, avec un optimum vers 80 °C ; c'est la seule bactérie connue capable de vivre à de telles températures, les autres organismes hyperthermophiles étant tous du domaine des archées. Le génome de T. maritima, qui code 1 877 protéines sur 1,8 mégabases, est d'ailleurs commun à 24 % avec celui de certaines archées, ce qui est le pourcentage de recouvrement le plus élevé observé chez une bactérie, ce qui suggère l'acquisition de capacités hyperthermophiles par transfert horizontal de gènes entre des archées et un ancêtre de cette bactérie, dont la divergence d'avec les autres espèces de bactéries est ancienne.
T. maritima contient les homologues de plusieurs gènes de compétence, ce qui suggère qu'elle dispose d'un système propre d'internalisation de matériel génétique exogène susceptible de faciliter les échanges génétiques entre cette bacétire et l'ADN libre.
En tant qu'organisme chimiotrophe et organotrophe à fermentation aérobie, T. maritima catabolise les oses et les polysaccharides pour produire du dioxyde de carbone CO2 et de l'hydrogène H2. Elle est également capable de métaboliser la cellulose et le xylane en libérant H2 susceptible d'être utilisé comme combustible alternatif aux énergies fossiles. Cette espèce est également capable de réduire le fer ferrique Fe3+ pour produire de l'énergie métabolique par respiration anaérobie. Diverses flavoprotéines et protéines fer-soufre ont été identifiées comme possibles transporteurs d'électrons au cours de la respiration cellulaire. Cependant, lorsque la cellule se développe en présence de soufre comme accepteur final d'électrons, elle ne produit pas d'ATP mais élimine l'hydrogène H2 produit au cours de la fermentation.